# Эспиноса, Джон
Джон Хайро Эспиноса Эскьердо (исп. Jhon Jairo Espinoza Izquierdo; род. 24 февраля 1999, Гуаякиль) — эквадорский футболист, защитник сборной Эквадора.

## Клубная карьера
Эспиноса — воспитанник клуба «Депортиво Куэнка». 2 декабря 2017 года в матче против ЛДУ Кито он дебютировал в эквадорской Лиге Про.
В середине 2018 года Эспиноса перешёл в «Аукас». 31 июля в матче против «Индепендьенте дель Валье» он дебютировал за новую команду. 19 февраля 2020 года в поединке Южноамериканского кубка против аргентинского «Велес Сарсфилд» Джон забил свой первый гол за «Аукас».
23 ноября 2020 года Эспиноса перешёл в клуб MLS «Чикаго Файр», подписав контракт до конца сезона 2023 с опциями продления на сезоны 2024 и 2025. В высшей лиге США он дебютировал 24 апреля 2021 года в матче против «Атланты Юнайтед», выйдя на замену вместо Чинонсо Оффора на 87-й минуте. В декабре 2021 года Эспиноса получил грин-карту и в MLS перестал считаться иностранным игроком.
27 декабря 2022 года Эспиноса, расторгнув контракт с «Чикаго Файр» по обоюдному согласию сторон, подписал полуторагодичный контракт со швейцарским «Лугано».

## Международная карьера
В 2019 году Эспиноса в составе молодёжной сборной Эквадора стал победителем юношеского чемпионата Южной Америки в Чили. На турнире он сыграл в матчах против команд Парагвая, Перу, Бразилии, а также дважды Уругвая и Аргентины.
В том же году в Эспиноса принял участие в молодёжном чемпионате мира в Польше. На турнире он сыграл в матчах против команд Японии, Мексики, Уругвая, США, Южной Кореи и дважды Италии. В поединке против американцев Джон забил гол.
В 2019 года в товарищеском матче против сборной Боливии Эспиноса дебютировал за сборную Эквадора.

## Достижения
Международные
 Эквадор (до 20)
- Победитель молодёжного чемпионата Южной Америки: 2019